# Station Carbis Bay
Carbis Bay is een spoorwegstation van National Rail in Carbis Bay, Penwith in Engeland. Het station is eigendom van Network Rail en wordt beheerd door Great Western Railway. 